# Panteó dels Pares Claretians
El Panteó dels Pares Claretians és una tomba historicista de Cervera (Segarra) protegida com a Bé Cultural d'Interès Local.

## Descripció
Situada al cementiri municipal de Cervera. Edifici d'estil neoromànic que és capella i panteó, presenta planta centralitzada amb una cúpula traduïda exteriorment en forma de cimbori. L'entrada a la capella és una porta d'arc de mig punt flanquejada per pilastres i dues columnes amb sengles capitells decorats amb motius vegetals i amb un timpà amb una imatge esculpida del Sagrat Cor de Maria. L'emmarcament de la porta d'accés està realitzat en pedra, que contrasta amb el parament arrebossat dels murs i les franges verticals, a manera de lesenes o bandes llombardes, realitzades en pedra del país.

## Història
L'antiga capella del cementiri estava situada al final del corredor central, a la paret del fons. Fou enderrocada l'any 1937, quan es va realitzar una gran ampliació del cementiri vell. En aquest nou espai s'hi construí, per subscripció popular el panteó dels pares missioners de l'Immaculat cor de Maria, els claretians assassinats a Cervera durant la Guera Civil.